# Volksgarten (Mönchengladbach)
Mönchengladbach-Volksgarten war ein Stadtbezirk von Mönchengladbach. Das Gebiet gehört heute zum Stadtbezirk Mönchengladbach Ost. Der Stadtbezirk Volksgarten umfasste die Stadtteile Lürrip, Hardterbroich-Pesch und Bungt.

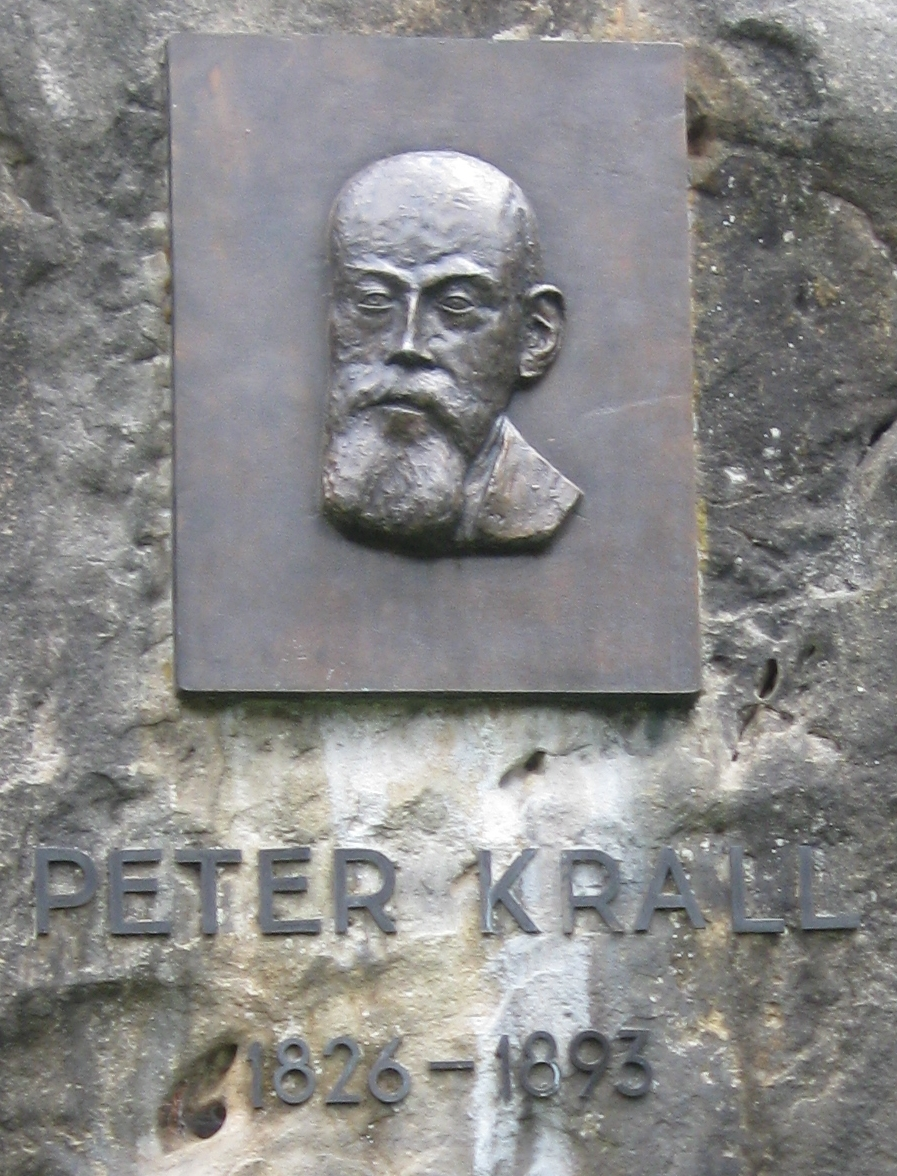
Peter Krall

Namensgebend ist der Volksgarten im Stadtteil Bungt, ein vom Bungtbach durchflossenes Naherholungsgebiet mit Weiher, Freibad und altem Baumbestand. Dieser Park ist ein Geschenk von Peter Krall, der seinen Privatbesitz zum Ende des 19. Jahrhunderts den Bürgern der Stadt Mönchengladbach vererbte.
Der Weiher des Parks konnte bis 2018 mit gemieteten Ruder- beziehungsweise Tretbooten befahren werden. Ein großer Spielplatz in der Nähe des Weihers ist ein Anziehungspunkt für junge Familien. Der Park beherbergt eine Konzertmuschel.
Die Kirche St. Bonifatius wurde 1906 errichtet, die Kirche St. Mariä Empfängnis in Lürrip 1856.
Zum Stichtag 31. März 2008 hatte der Stadtbezirk Volksgarten 23.299 Einwohner.

## Killerwels Kuno
Der Weiher im Volksgarten erlangte im Herbst 2001 überregionale Bekanntheit, weil ein Wels einen Dackelwelpen verschlungen haben sollte. Es gab nur den Bericht einer Augenzeugin, kein Foto und der Besitzer des Hundes wurde nie gefunden. Trotzdem schaffte es der Fisch als Sommerlochtier unter dem Namen „Killerwels Kuno“ bundesweit und sogar in den USA in die Pressemeldungen. Mehrere Dutzend Angler versuchten den Fisch zu fangen, allerdings ohne Erfolg. Zwei Jahre später tauchte die Geschichte noch einmal in der Presse auf, weil ein 1,50 m langer und 35 Kilo schwerer Wels im Weiher gefunden worden war. Obwohl es keinen Beweis für den Vorfall mit dem Dackel gab, wurde dieser Wels ausgestopft und im Museum Schloss Rheydt ausgestellt.

## Bilder vom Volksgarten

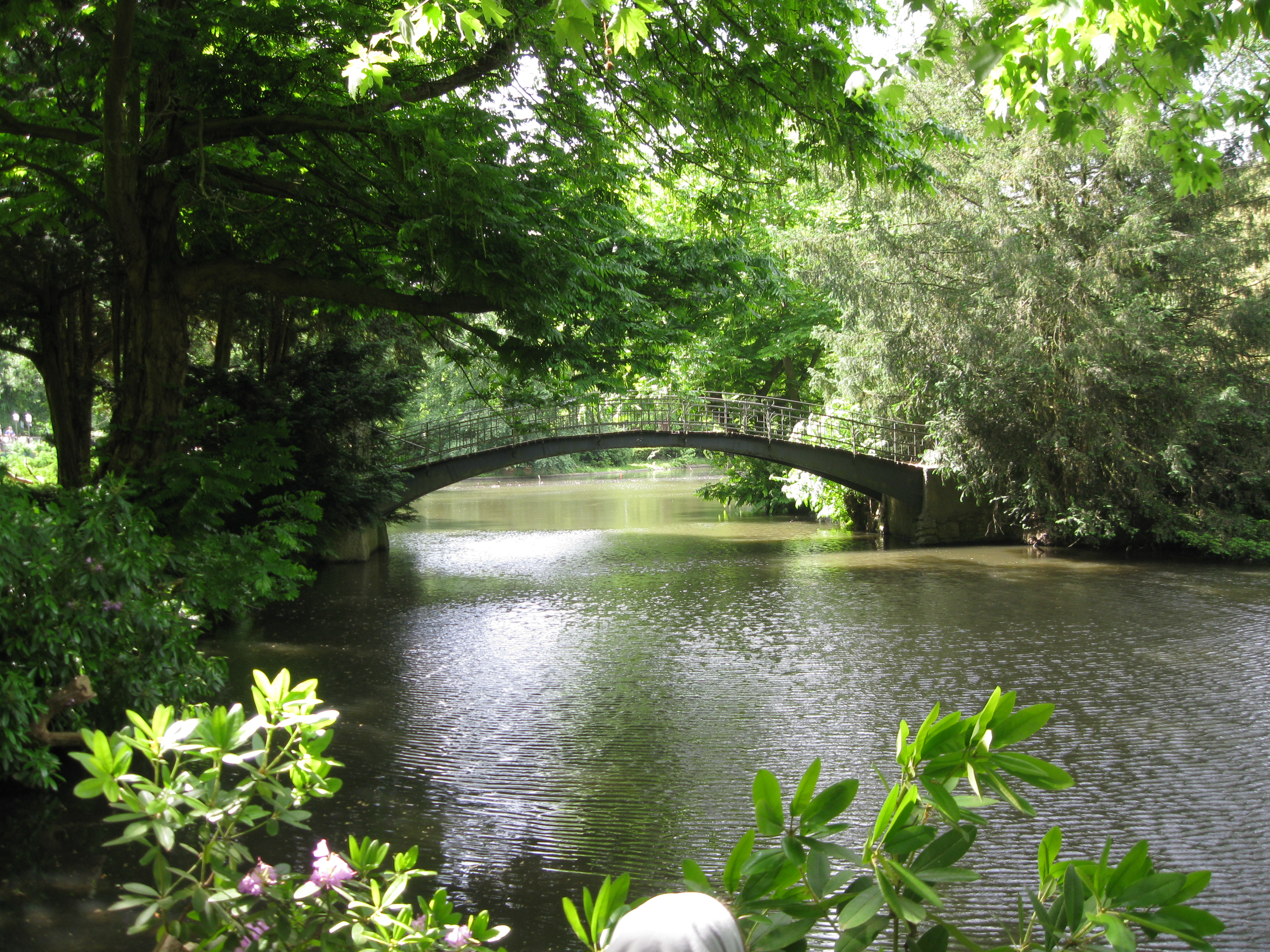
Seebrücke
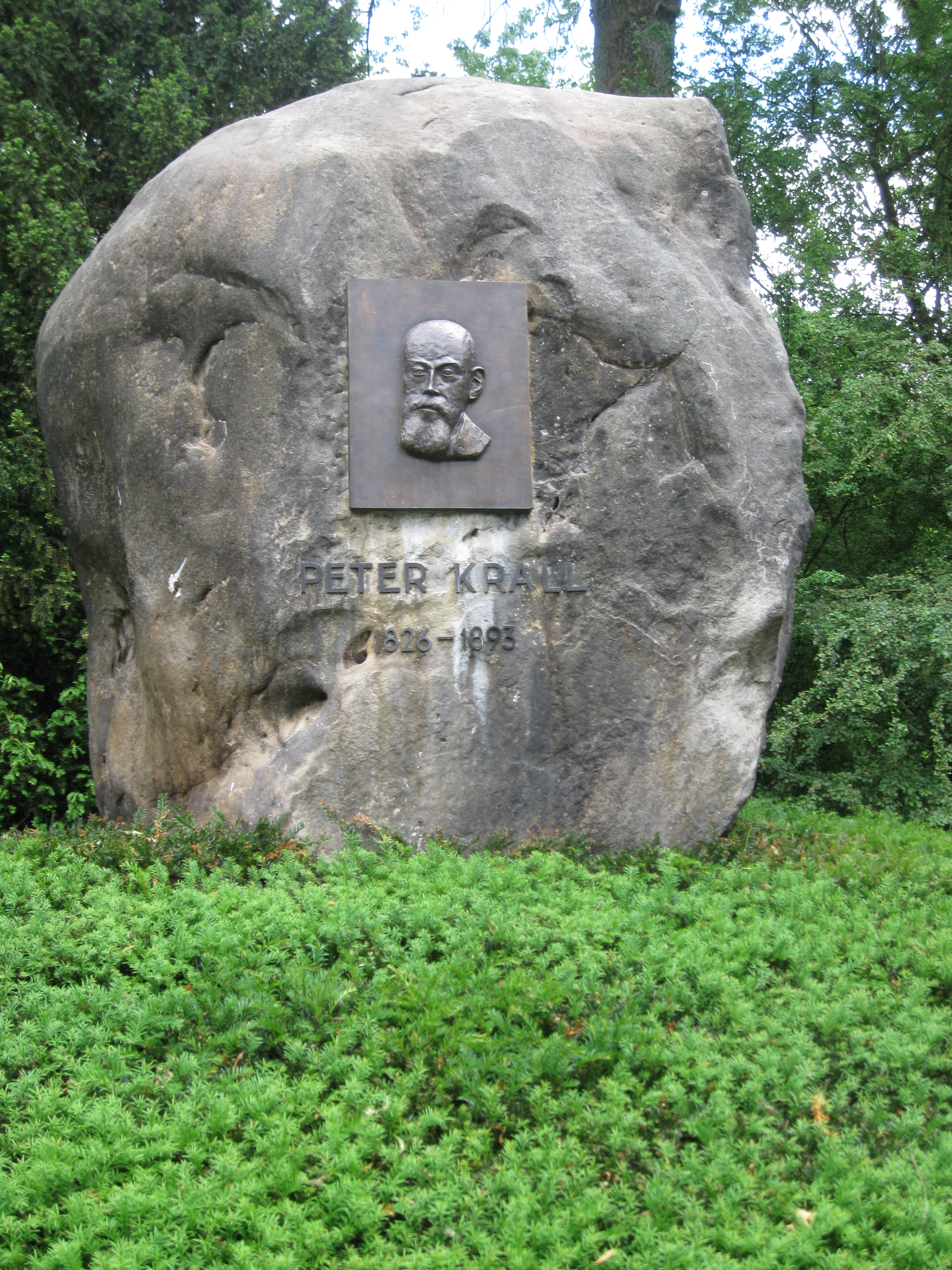
Gedenkstein Peter Krall
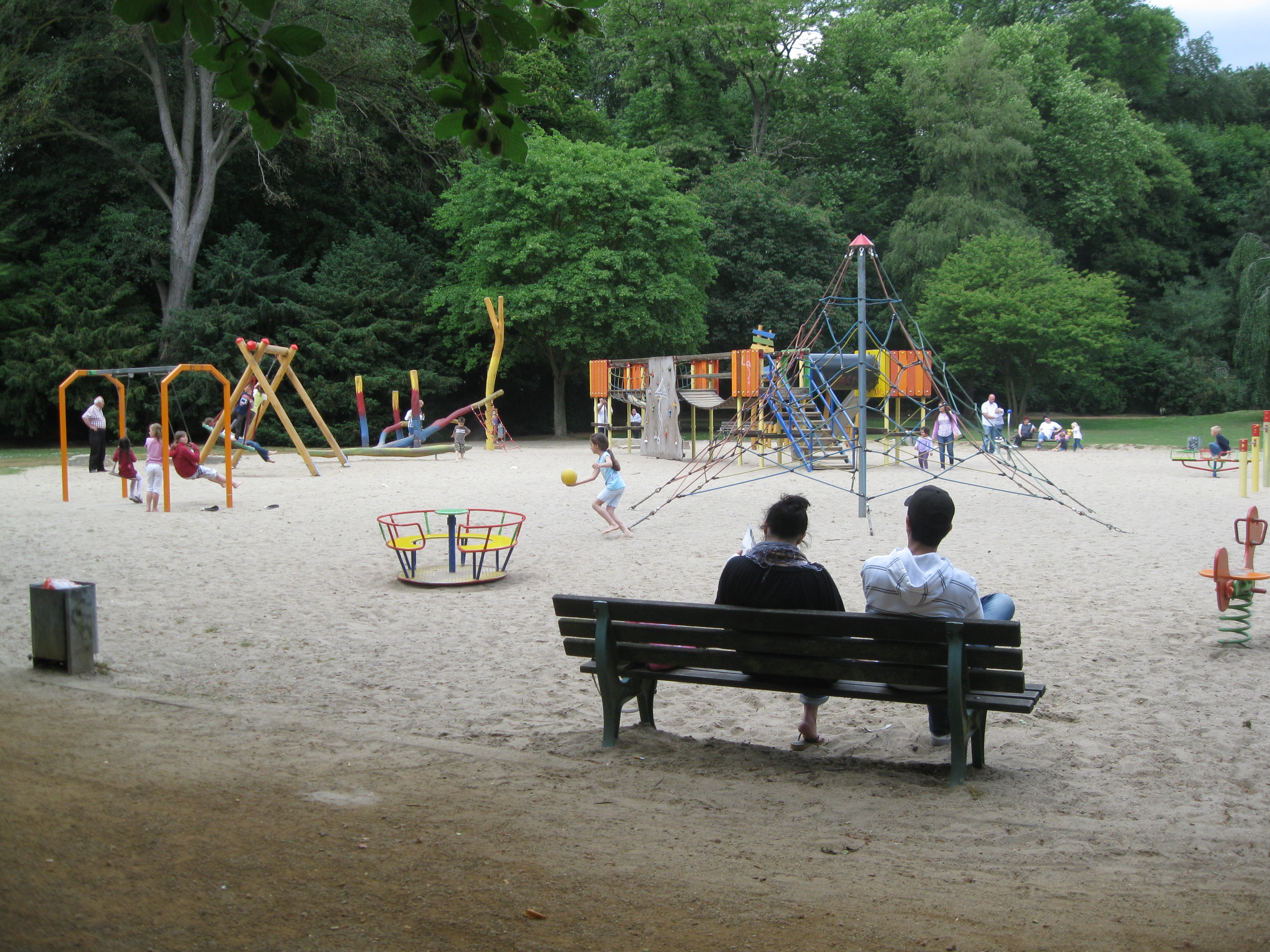
Spielplatz
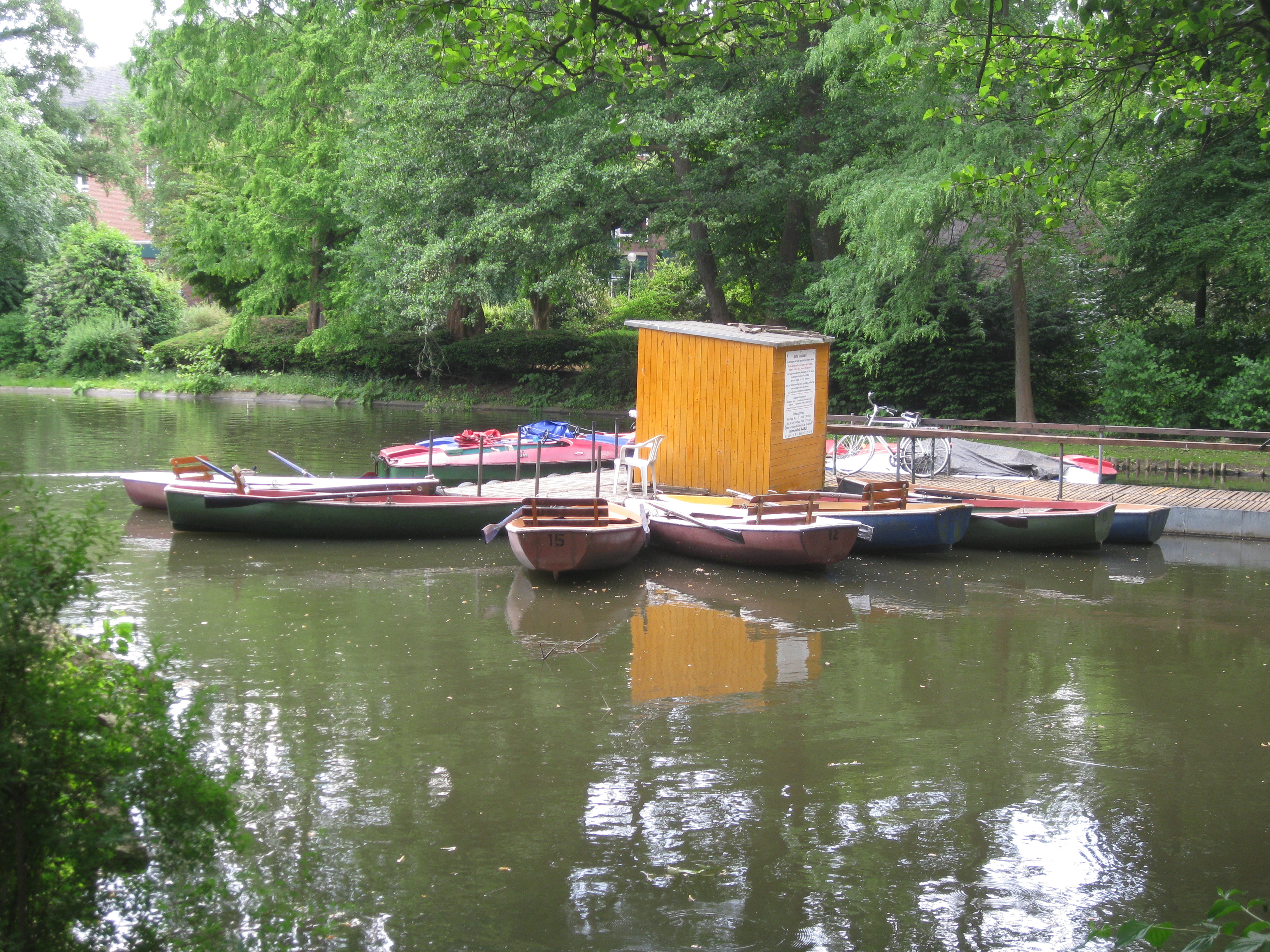
Bootsverleih
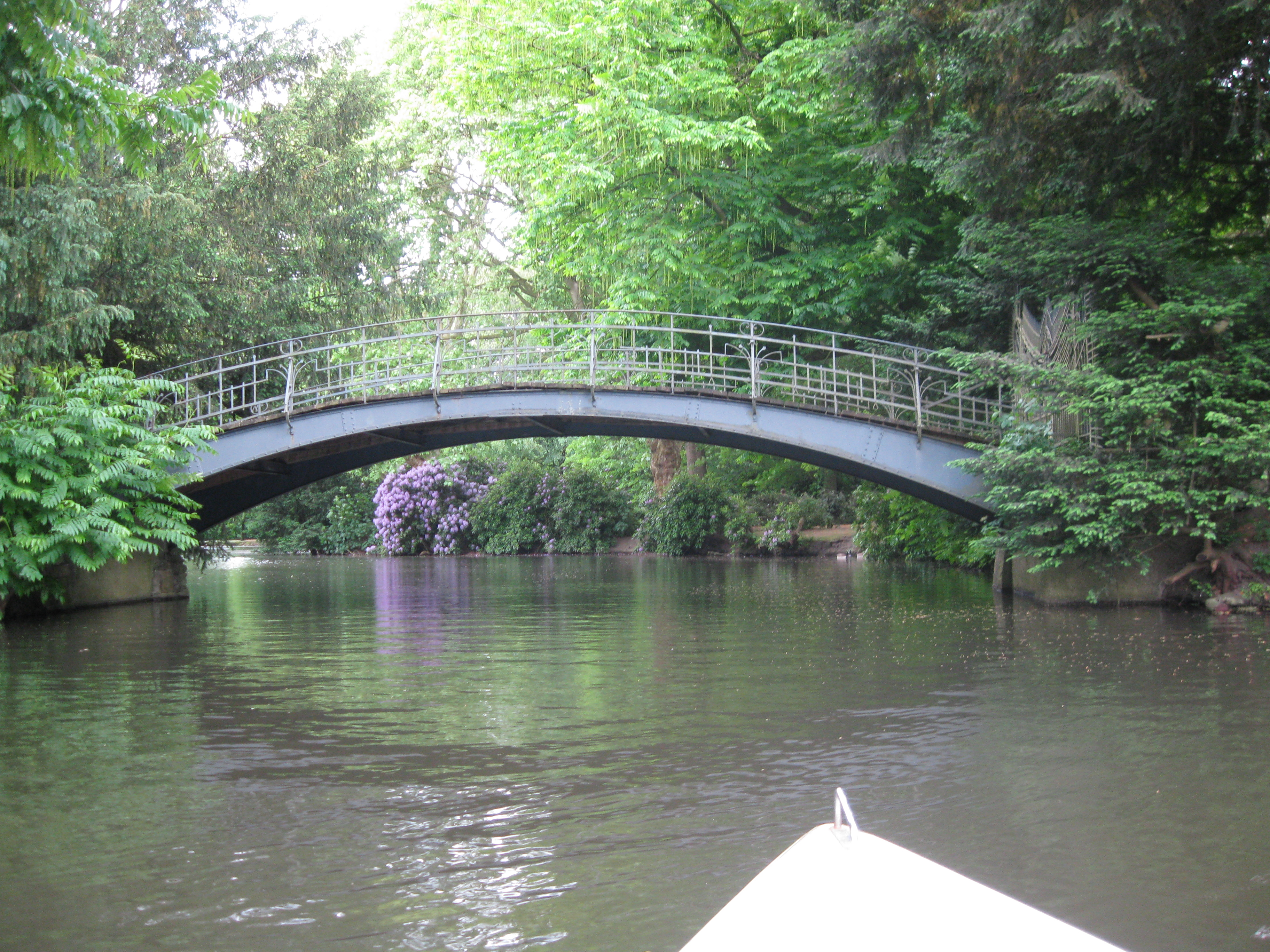
Seebrücke
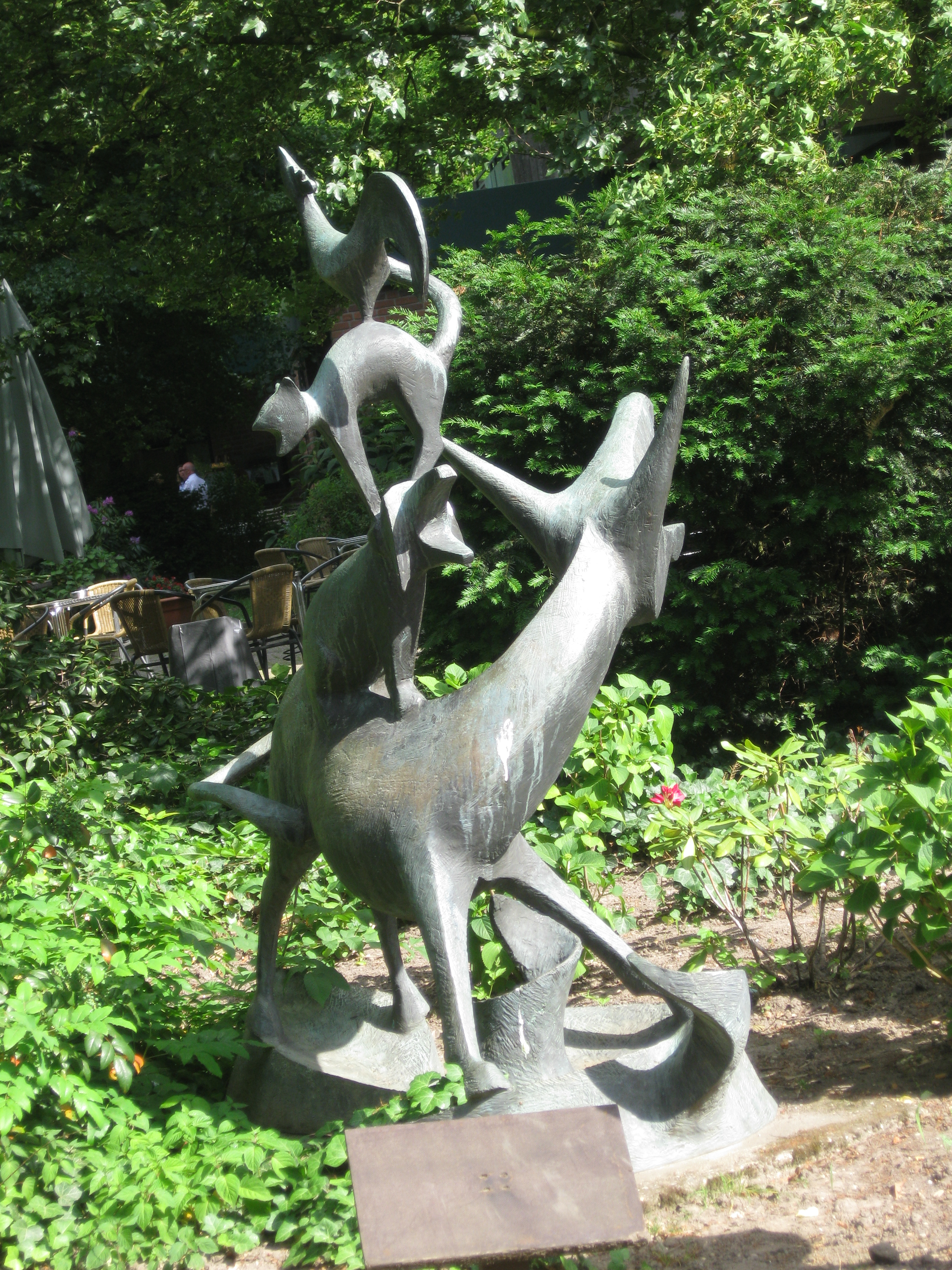
Skulptur der  Bremer Stadtmusikanten
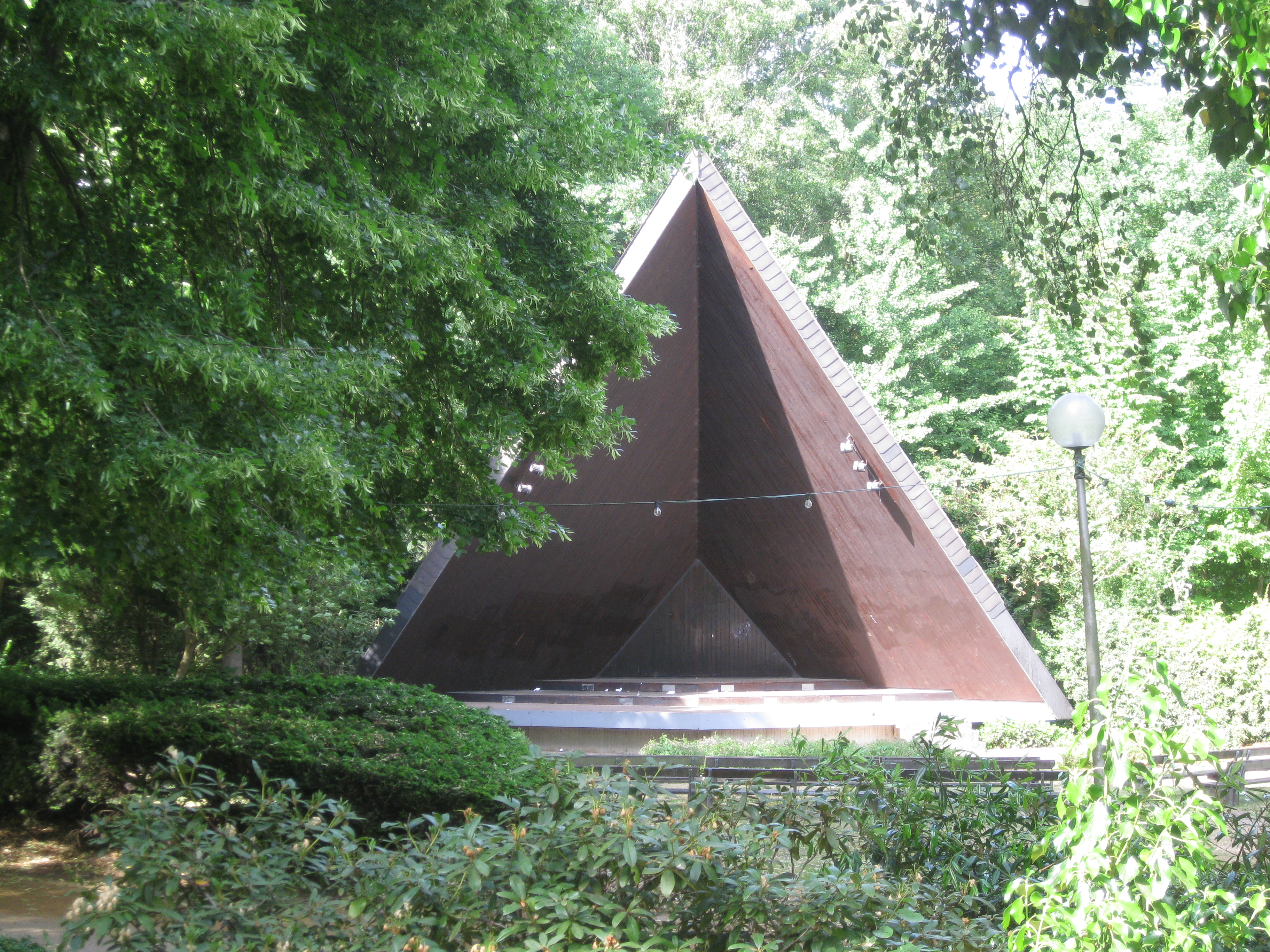
Konzertmuschel